# Puerto deportivo de Pontevedra
El Puerto Deportivo de Pontevedra está ubicado en la ciudad española de Pontevedra, en la desembocadura del río Lérez en la ría de Pontevedra. Su carta náutica es 4162-HMI. Está gestionado por el Club Náutico de Pontevedra, por concesión del ente público de Portos de Galicia.

## Ubicación
El puerto deportivo está situado en Pontevedra, en la Avenida de Uruguay, junto al paseo marítimo de la ciudad y muy cerca del puente de las Corrientes y del casco antiguo.

## Historia
El Club Náutico de Pontevedra fue fundado en 1931 y contaba con secciones de natación, motonáutica, vela y waterpolo. En la actualidad sólo se conserva la sección de piragüismo y kayak. El edificio del Club Náutico se construyó en 1992.
Fue una crecida del Lérez en 1987, provocada por una profunda borrasca, la que desencadenó el proyecto de construcción de un puerto deportivo que querían llevar a cabo desde hacía años los aficionados a la náutica pontevedresa. Esta crecida provocó el arrastre de troncos que dañaron muchas embarcaciones fondeadas en el río. Este suceso incrementó las demandas del club náutico para la construcción de un puerto deportivo, que fueron apoyadas por su sección de piragüismo.
Las obras del puerto deportivo comenzaron en 1994. Se inauguró en 1996, con tres líneas de pantalanes con 140 amarres a cada lado, ocupados casi en su totalidad por los socios del Club Náutico, que suman 240.
En marzo de 2020 se puso en marcha en el puerto un proyecto para el fondeo de yates con servicio de alojamiento.

## Descripción
Es un puerto muy seguro situado en pleno centro de la ciudad de Pontevedra. Su posición al fondo de la ría de Pontevedra, defendida por barreras arenosas de los ataques marítimos, ha marcado históricamente a la ciudad y a su población.
El número total de amarres del puerto es de 142. Todos los amarres se gestionan en régimen de alquiler. El calado de la bocana y del muelle es de 2 metros. La bocana del canal de navegación está señalizada con luces verdes y rojas. 

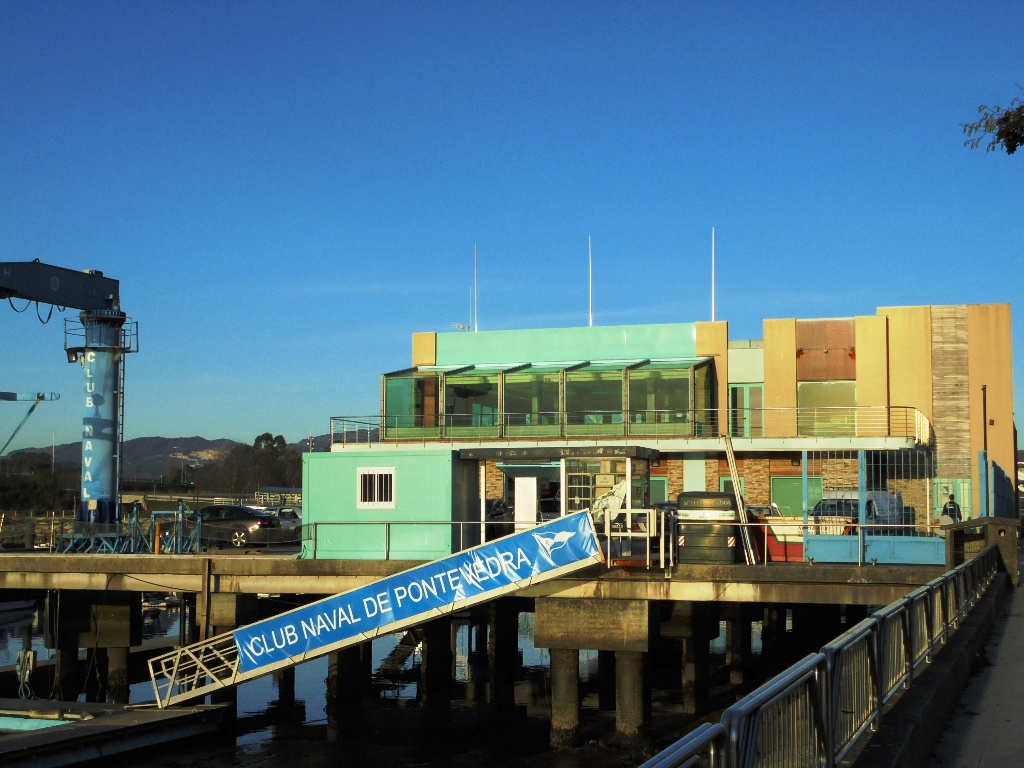
Club Naval de Pontevedra.

Sus servicios incluyen agua y electricidad en amarre y fondeo, muelle de espera, duchas y aseos, vigilancia, alumbrado nocturno, teléfono público, radio (VHF 9), club náutico, servicio MARPOL (recogida de aceites), recogida de basuras, taxi, gimnasio, gasoil y combustible sin plomo y grúa.
El edificio del Club Naval de Pontevedra fue inaugurado en 2005 y cuenta con una primera planta y una terraza superior, ambas con vistas a la ría de Pontevedra y a la ciudad. El edificio dispone de cafetería.
A pesar del dragado del canal de navegación, actualmente el acceso al mismo está limitado por la falta de calado (2 metros en bajamar) y la presencia del puente de la Barca, que no permite el paso de veleros de más de 12 metros de altura.
Actualmente existe un proyecto de ejecución urgente para dragar la ría debido a la pérdida de calado que ha sufrido el puerto en los últimos años.
Hasta que se realice el dragado del Lérez, el primer pantalán está inutilizado porque, en marea baja, no hay suficiente calado para los barcos debido a la acumulación de lodo en el fondo marino de la desembocadura del Lérez.

## Acceso
Por medios terrestres, el puente es accesible desde la autopista AP-9, saliendo por el acceso norte a Pontevedra, o por la avenida de Uruguay en la ciudad, que está junto al puerto.

## Galería de imágenes

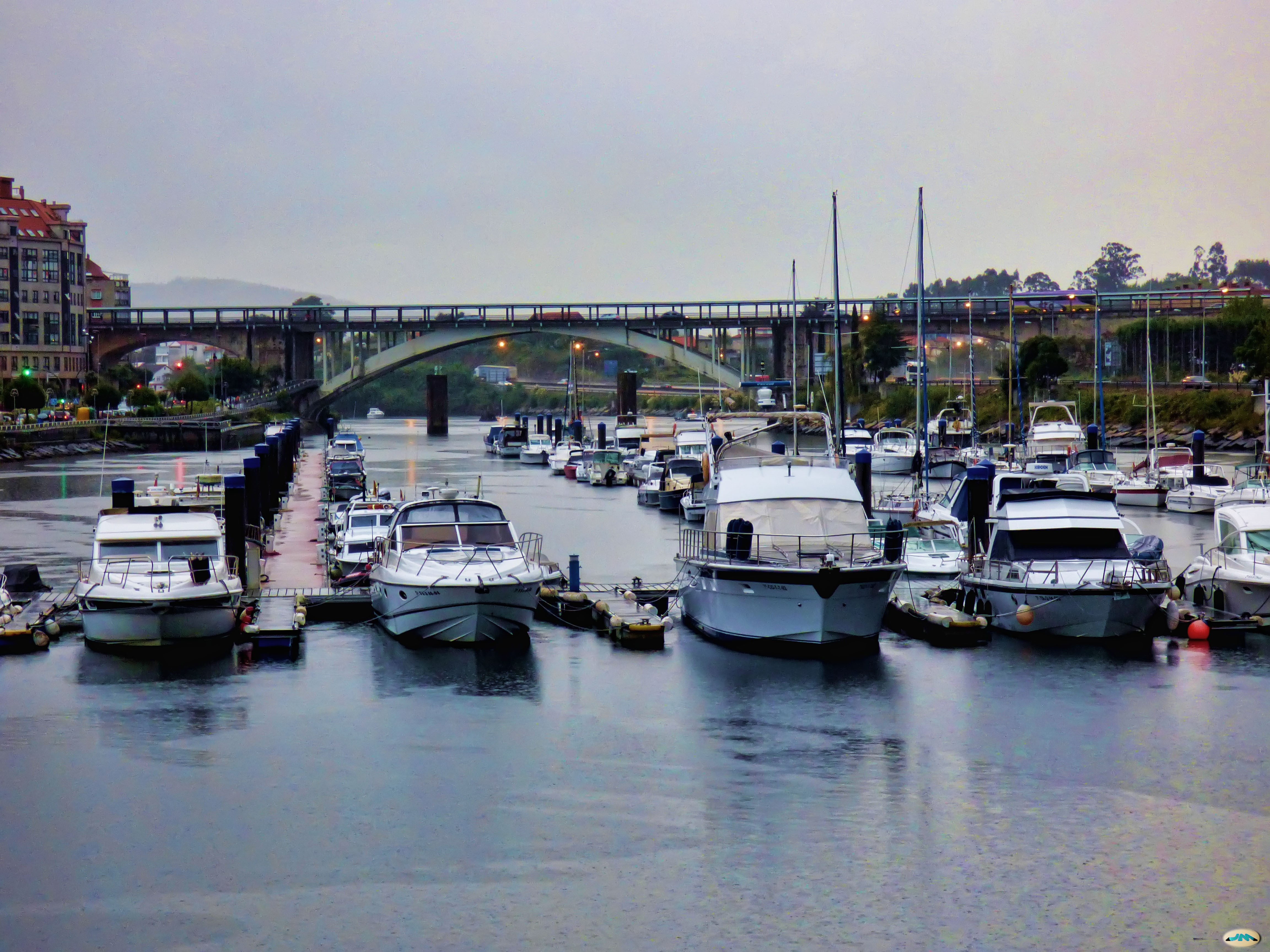
Puerto deportivo y puente de la Barca
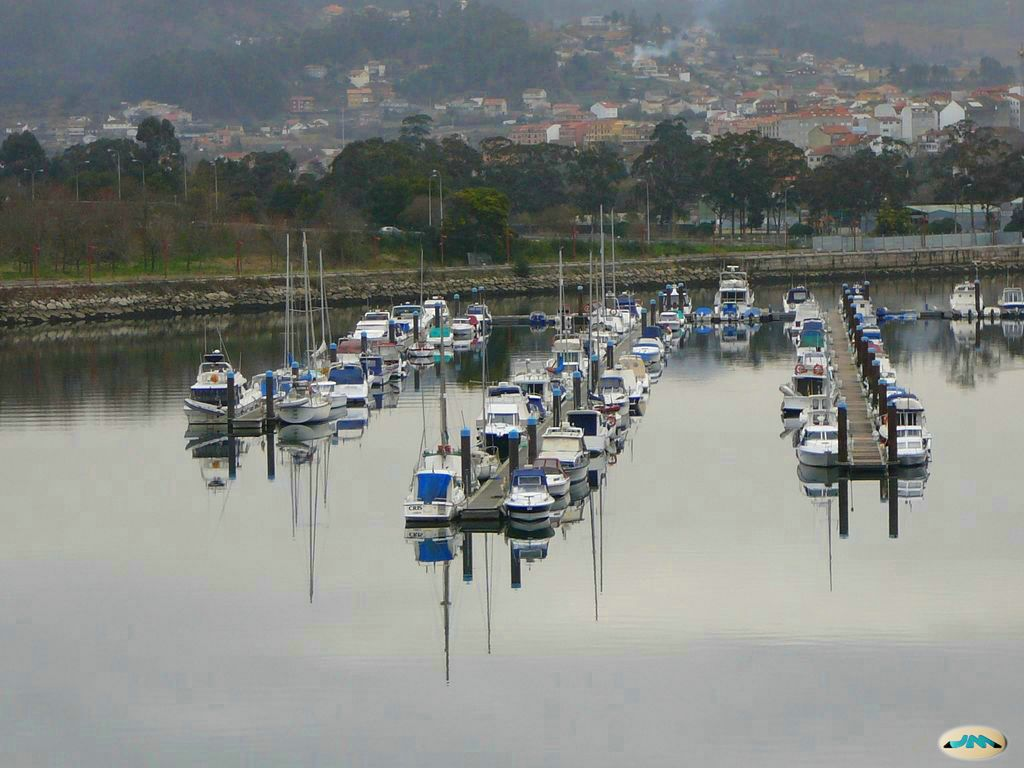
Puerto deportivo
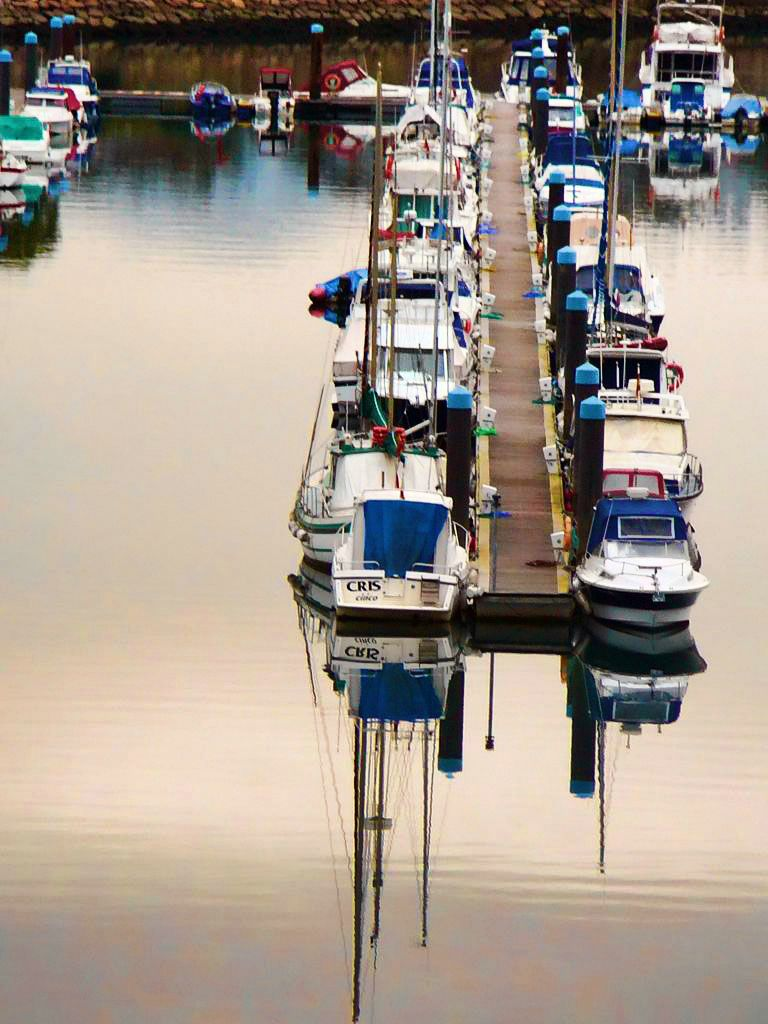
Amarres
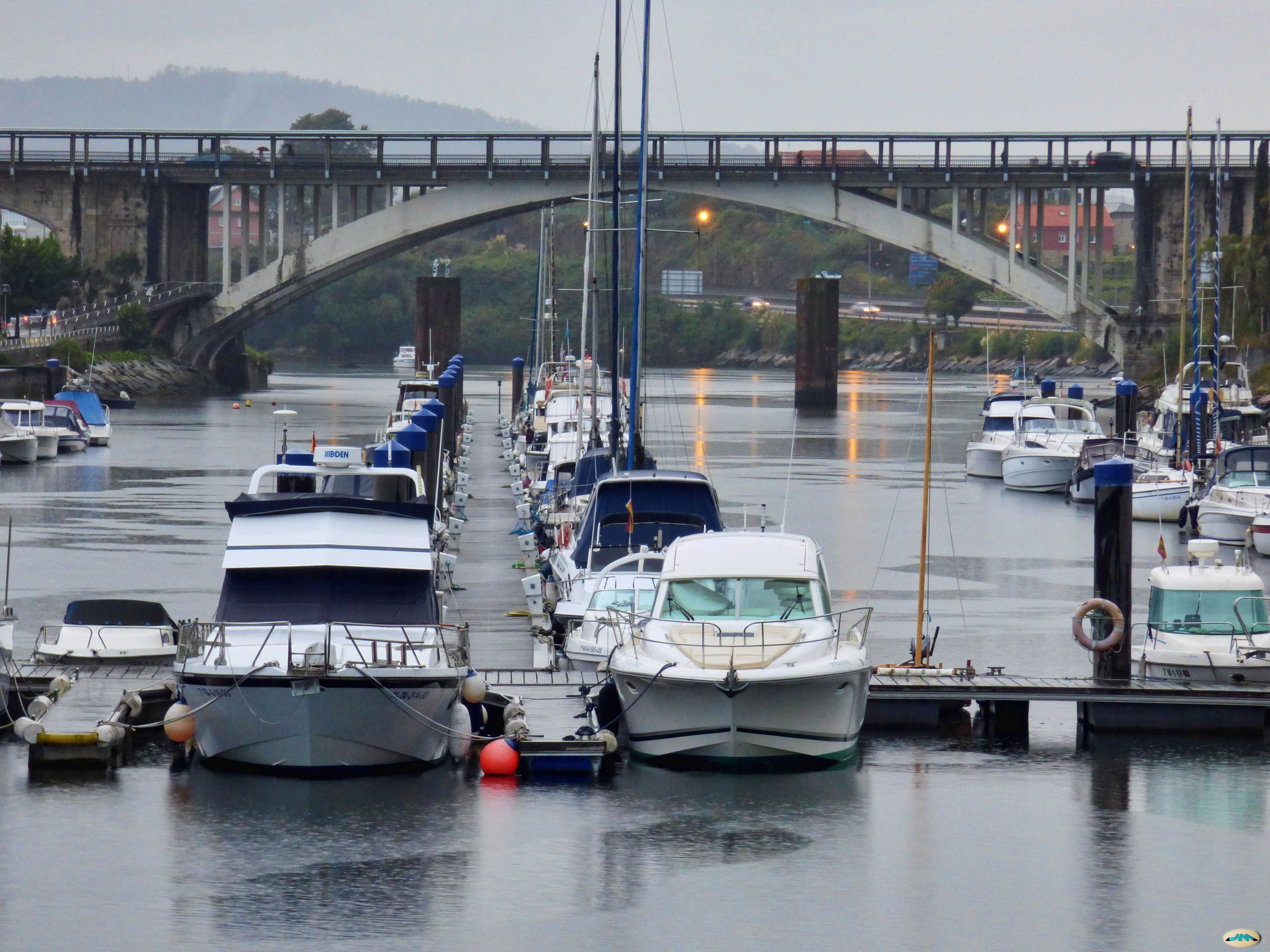
Barcos y puente de la Barca al fondo
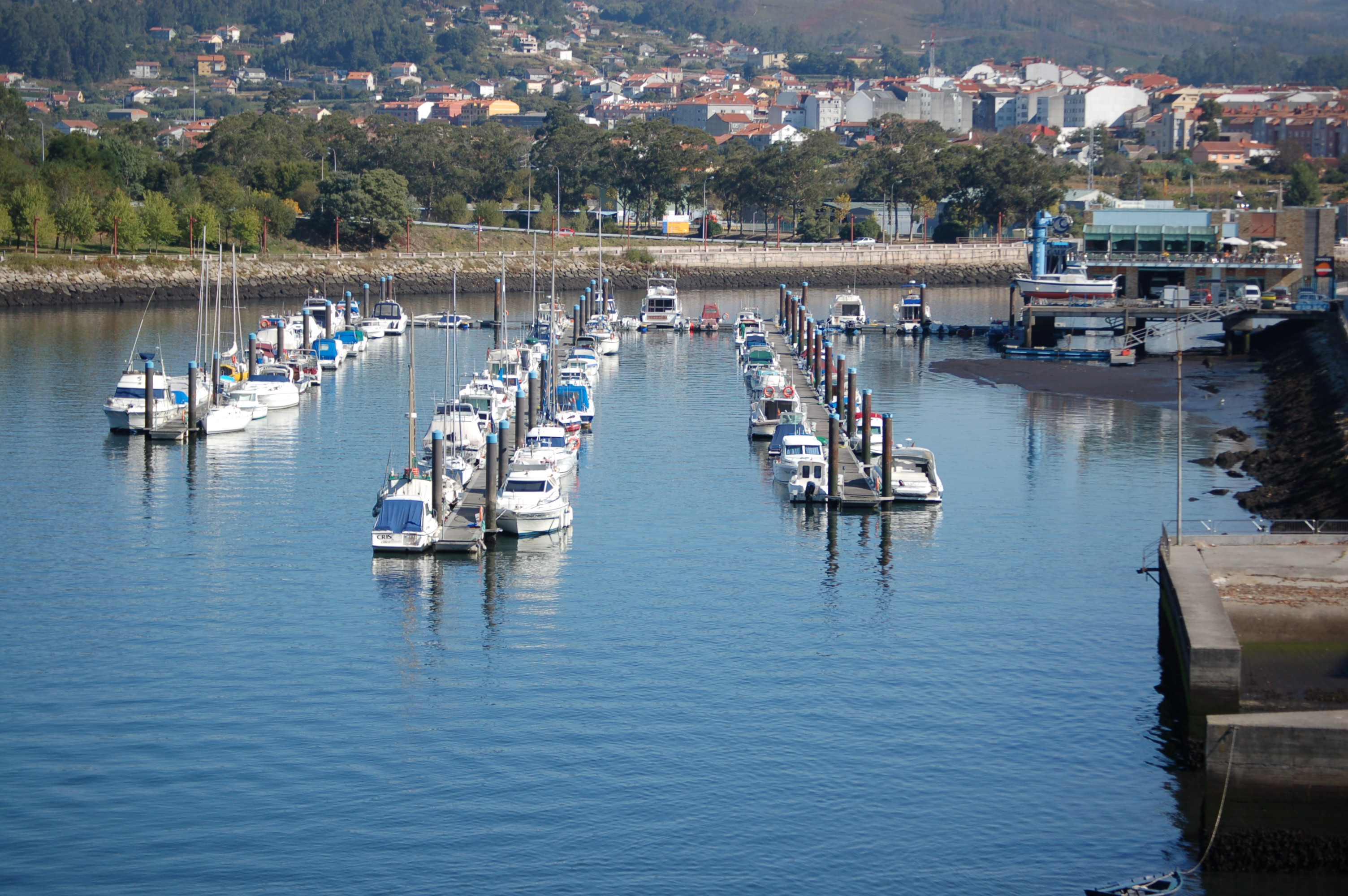
Puerto
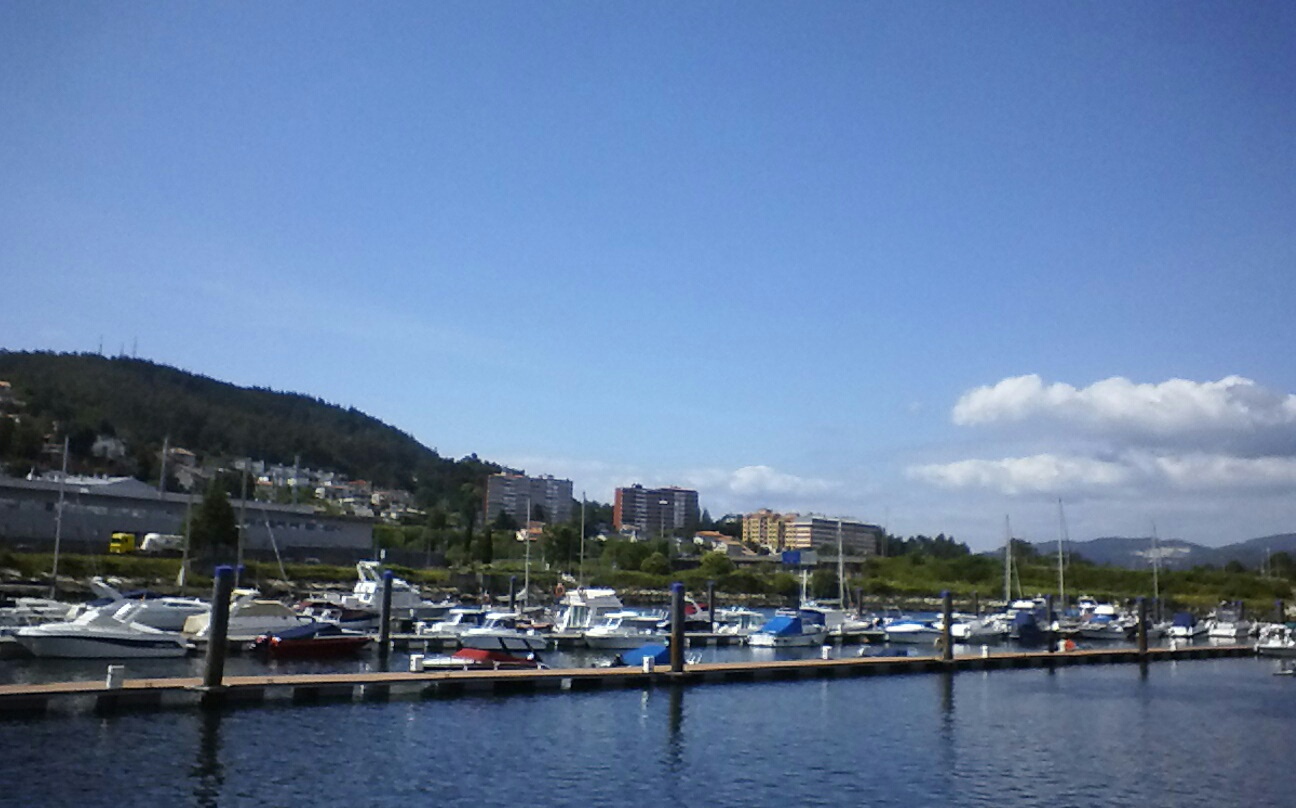
Puerto deportivo con A Caeira al fondo
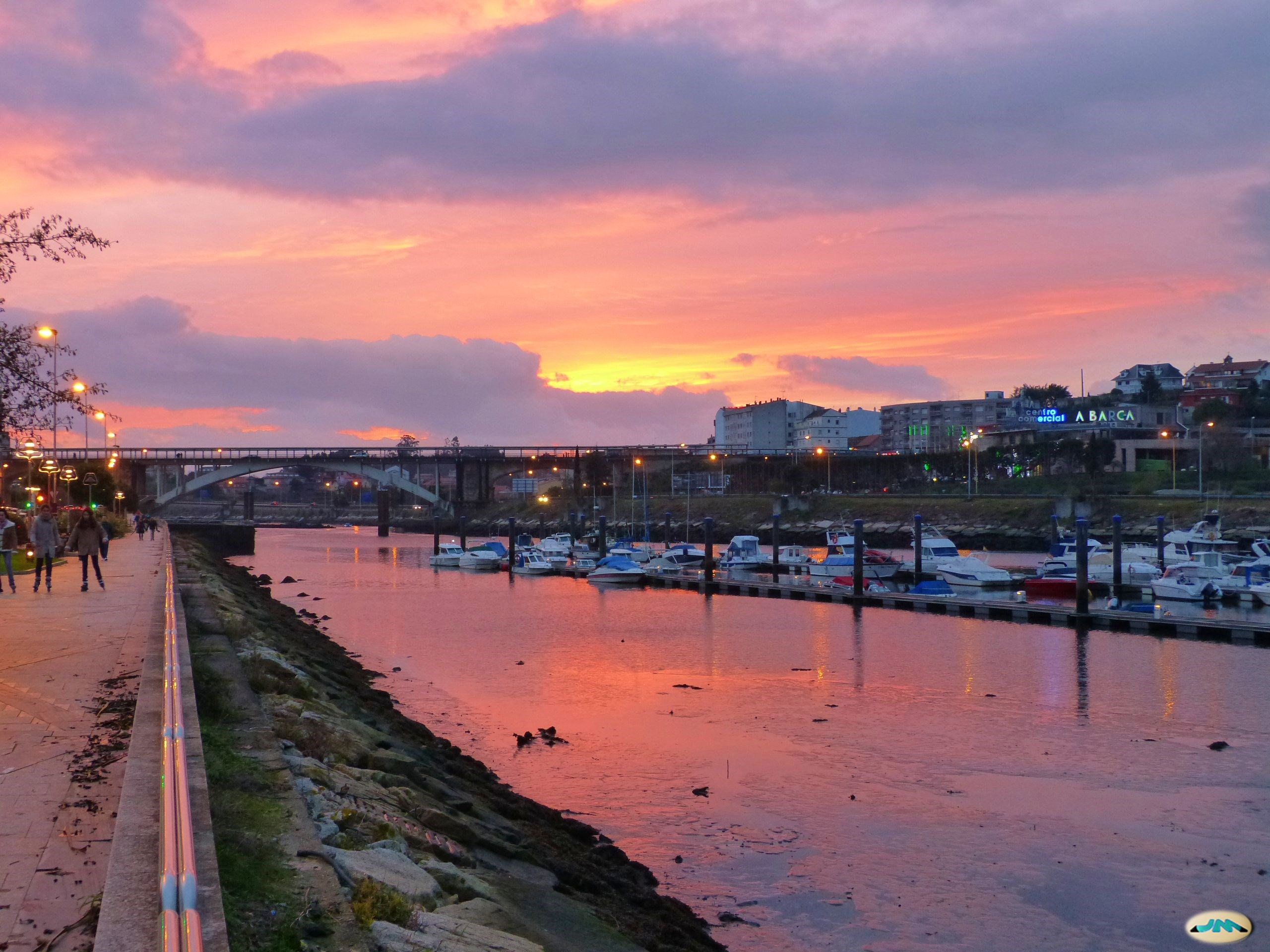
El Puerto al anochecer
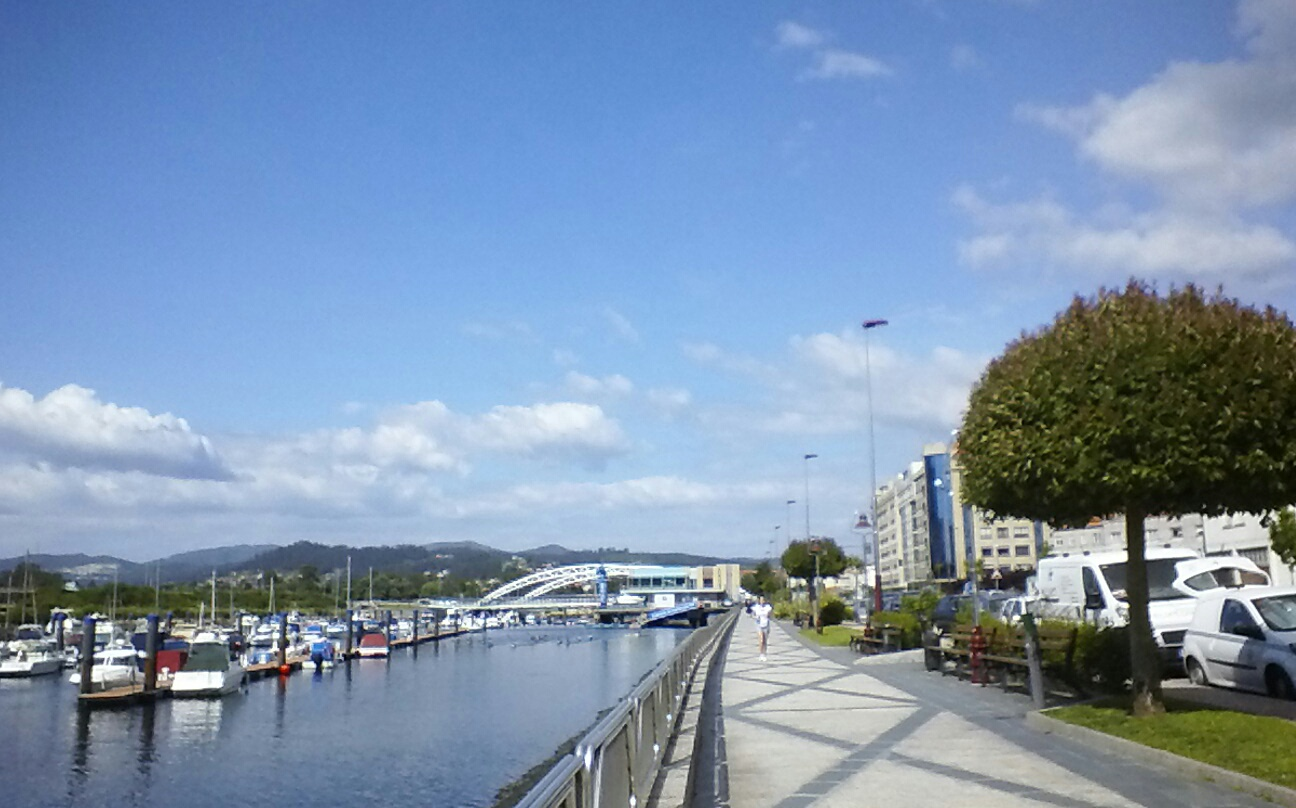
Puerto y paseo marítimo
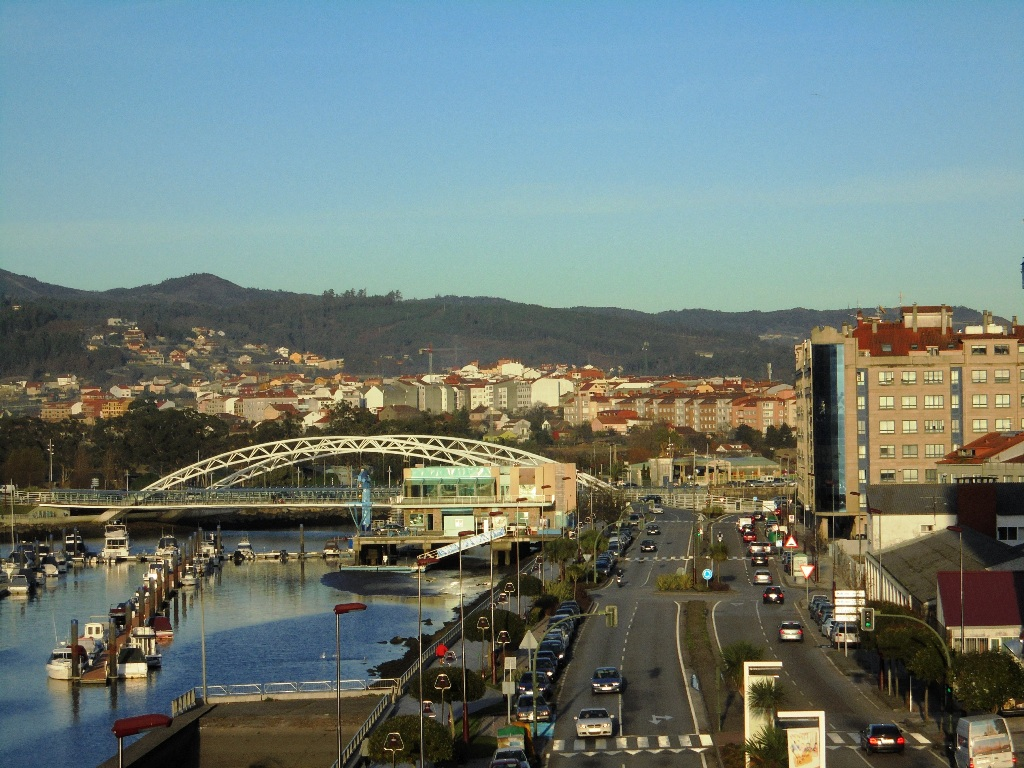
Avenida de Uruguay (Orillamar)
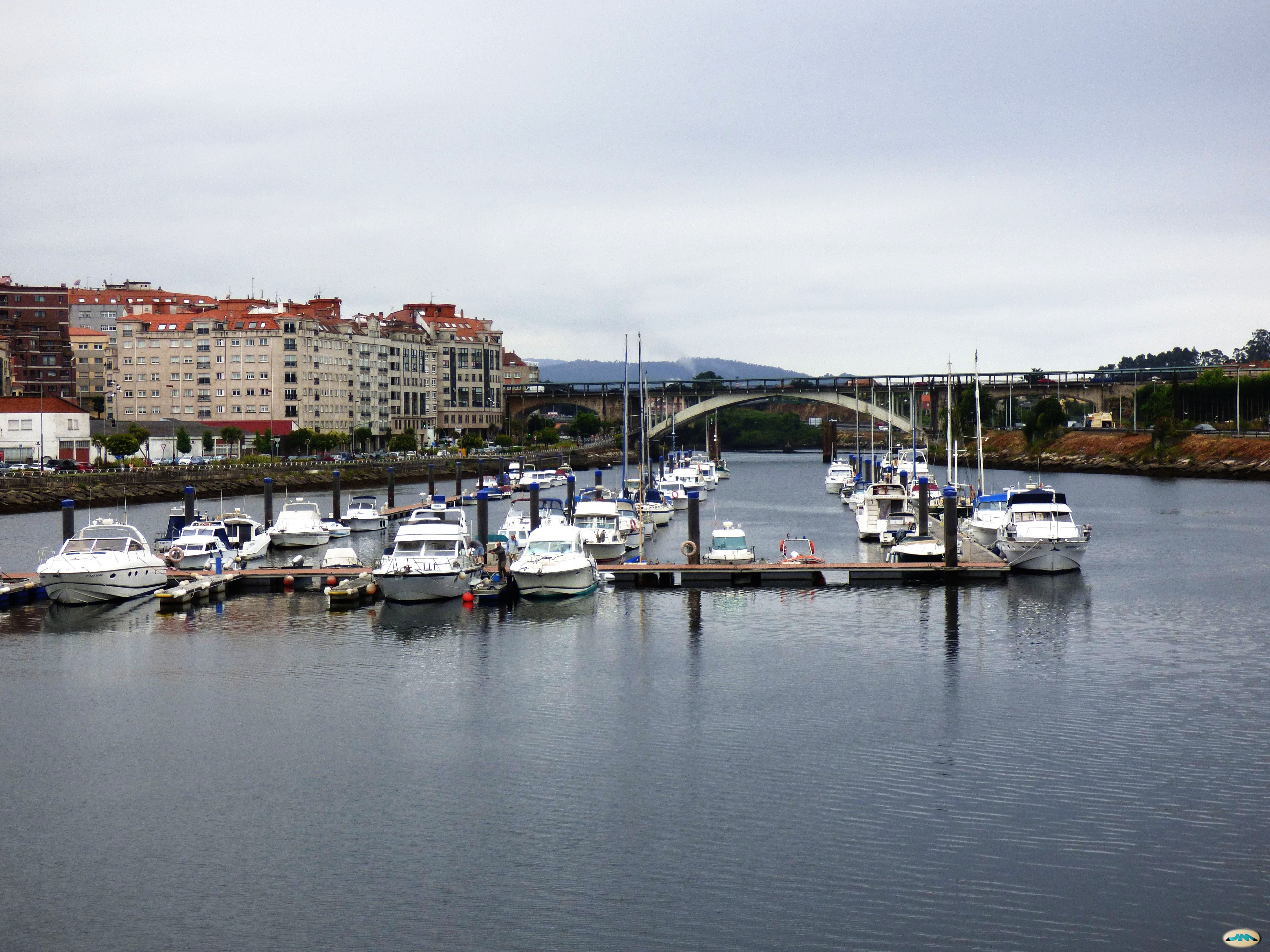
Puerto